# Quand Takagi me taquine
Quand Takagi me taquine (からかい上手の高木さん, Karakai jōzu no Takagi-san, litt. « Takagi, la taquineuse professionnelle ») est un manga écrit et illustré par Sōichirō Yamamoto. La série raconte la vie quotidienne de Takagi qui adore taquiner et se moquer de son camarade de classe Nishikata, et les tentatives ratées de ce dernier pour se venger d'elle. La maison d'édition nobi nobi ! publie la version française de la série depuis septembre 2019,.
Une adaptation en série télévisée d'animation par le studio Shin-Ei Animation est diffusée pour la première fois entre le 8 janvier et le 26 mars 2018 au Japon sur la chaîne Tokyo MX et en simulcast dans les pays francophones sur Crunchyroll,,. Une seconde saison est diffusée pour la première fois entre le 7 juillet et le 22 septembre 2019, suivie par une troisième à partir du 7 janvier 2022.

## Synopsis
La série suit le quotidien de Nishikata, un collégien exaspéré de subir les farces de sa camarade de classe Takagi. Il se jure ainsi de faire un jour la même chose avec elle et de réussir à la taquiner. Une complicité va naître entre eux pendant leurs aventures, allant même parfois dans des situations romantiques dans lesquelles Takagi ne manquera pas l'occasion d'embêter Nishikata.

## Personnages
Nishikata (西片くん, Nishikata-kun)
Voix japonaise : Yūki Kaji, voix française : Hugo Brunswick
Nishikata est l'ami et camarade de classe de Takagi, qui adore le taquiner et le faire rougir. Il a l'intention de se venger d'elle, mais Takagi profite toujours de la situation et le contrarie. Nishikata, à certains égards, aime Takagi mais est inconscient de ce fait.
Takagi (高木さん, Takagi-san)
Voix japonaise : Rie Takahashi, voix française : Leslie Lipkins
Takagi aime passer du temps aux côtés de Nishikata, le taquinant ; elle l'aime et apprécie ses réactions à ses farces.
Sanae (サナエ)
Voix japonaise : Yui Ogura, voix française : Sara Chambin
La meilleure amie de Mina qui participe à ses activités.
Yukari (ユカリ)
Voix japonaise : M.A.O, voix française : Fily Keita
L'ami de Mina et la déléguée de classe. Bien qu'elle essaie de conserver un semblant de maturité en tant que déléguée de classe, elle laisse régulièrement ses camarades copier ses réponses pour que personne n'échoue.
Mina (ミナ)
Voix japonaise : Konomi Kohara, voix française : Valérie Bachère
Une fille aux grands sourcils et à la personnalité enfantine.
Nakai (中井)
Voix japonaise : Yūma Uchida (ja), voix française : Clément Moreau
Un ami de Nishikata et son camarade de classe ; il est amoureux de Mano.
Mano (真野)
Voix japonaise : Kotori Koiwai, voix française : Zina Khakhoulia
La camarade de classe de Nishikata et de Takagi et leur ami à tous les deux ; elle est amoureuse de Nakai.
Takao (高尾)
Voix japonaise : Nobuhiko Okamoto, voix française : Bob Lennon
Un des amis proches de Nishikata avec Kimura. Il porte des lunettes et a deux dents proéminentes.
Kimura (木村)
Voix japonaise : Fukushi Ochiai (ja), voix française : Maxime Hoareau
Un des amis de Nishikata avec Takao. Un grand garçon qui n'aime pas courir.
M. Tanabe (田辺先生, Tanabe-sensei)
Voix japonaise : Hinata Tadokoro (ja), voix française : Emmanuel Gradi
Le professeur d'anglais de Nishikata et Takagi.
Hamaguchi (浜口)
Voix japonaise : Kōki Uchiyama, voix française : Alexandre Nguyen
Un ami de Nishikata qui semble s'intéresser à Hōjō.
Hōjō (北条)
Voix japonaise : Aoi Yūki, voix française : Diane Kristanek
Une camarade de classe de Nishikata et de Takagi qui agit comme une personne mature.

## Productions et supports

### Manga
Le manga commence sa prépublication en 2013 dans le supplément Monthly Shōnen Sunday Mini et passe ensuite dans le magazine Monthly Shōnen Sunday en juillet 2016. Vingt volumes tankōbon ont été édités. En juin 2019, nobi nobi ! a annoncé l'obtention de la licence du manga pour la version française sous le titre Quand Takagi me taquine et dont le premier volume est sorti en septembre 2019,.
Un spin-off, intitulé Ashita wa doyōbi (あしたは土曜日, litt. « Demain est samedi »), est prépublié dans le journal Yomiuri Chūkōsei Shinbun entre novembre 2014 et novembre 2015. Cette série dérivée est composée de deux volumes tankōbon. L'anime de la série principale adapte également des passages de ce manga.
Un deuxième spin-off, intitulé Karakai jōzu no (moto) Takagi-san (からかい上手の（元）高木さん), racontant l'histoire de Takagi adulte et mariée avec Nishikata et de leur fille, est prépubliée depuis juillet 2017. Mifumi Inaba en est le dessinateur.

#### Liste des volumes

##### Quand Takagi me taquine
| no | Japonais                         | Japonais                                                                  | Français         | Français          |
| no | Date de sortie                   | ISBN                                                                      | Date de sortie   | ISBN              |
| --- | -------------------------------- | ------------------------------------------------------------------------- | ---------------- | ----------------- |
| 1 | 12 juin 2014                     | 978-4-09-125015-5                                                         | 4 septembre 2019 | 978-2-37349-236-1 |
| 2 | 12 novembre 2014                 | 978-4-09-125527-3                                                         | 6 novembre 2019  | 978-2-37349-237-8 |
| 3 | 11 décembre 2015                 | 978-4-09-126650-7                                                         | 8 janvier 2020   | 978-2-37349-238-5 |
| 4 | 12 octobre 2016                  | 978-4-09-127389-5                                                         | 4 mars 2020      | 978-2-37349-239-2 |
| 5 | 10 février 2017                  | 978-4-09-127541-7                                                         | 3 juin 2020      | 978-2-37349-240-8 |
| 6 | 8 août 2017 10 août 2017         | 978-4-0994-1894-6 (édition limitée) 978-4-09-127730-5 (édition régulière) | 12 août 2020     | 978-2-37349-480-8 |
| EXTRA : Au Japon, l'édition limitée de ce volume comporte une figurine de Takagi.                                                         |                                  |                                                                           |                  |                   |
| 7 | 8 décembre 2017 12 décembre 2017 | 978-4-0994-3002-3 (édition limitée) 978-4-09-128062-6 (édition régulière) | 7 octobre 2020   | 978-2-37349-481-5 |
| EXTRA : Au Japon, l'édition limitée de ce volume est vendue avec un calendrier intitulé Takagi-san to dēto nau. (高木さんとデートなう。). |                                  |                                                                           |                  |                   |
| 8 | 7 février 2018 9 février 2018    | 978-4-0994-3003-0 (édition limitée) 978-4-09-128152-4 (édition régulière) | 9 décembre 2020  | 978-2-37349-482-2 |
| EXTRA : Au Japon, l'édition limitée de ce volume comporte une figurine de Takagi.                                                         |                                  |                                                                           |                  |                   |
| 9 | 12 juillet 2018,                 | 978-4-09-128330-6 (édition régulière) 978-4-0994-3016-0 (édition limitée) | 3 février 2021   | 978-2-37349-554-6 |
| EXTRA : Au Japon, l'édition limitée de ce volume comporte un OAV,.                                                                        |                                  |                                                                           |                  |                   |
| 10 | 12 février 2019,                 | 978-4-09-128860-8 (édition régulière) 978-4-09-943042-9 (édition limitée) | 7 avril 2021     | 978-2-37349-555-3 |
| EXTRA : Au Japon, l'édition limitée de ce volume comporte un calendrier annuel.                                                           |                                  |                                                                           |                  |                   |
| 11 | 4 juillet 2019,                  | 978-4-09-129287-2 (édition régulière) 978-4-09-943054-2 (édition limitée) | 9 juin 2021      | 978-2-37349-556-0 |
| EXTRA : Au Japon, l'édition limitée de ce volume comporte un carnet de notes accompagné d'autocollants.                                   |                                  |                                                                           |                  |                   |
| 12 | 12 décembre 2019                 | 978-4-09-129526-2                                                         | 18 août 2021     | 978-2-37349-557-7 |
| 13 | 12 mars 2020,                    | 978-4-09-850034-5 (édition régulière) 978-4-09-943065-8 (édition limitée) | 20 octobre 2021  | 978-2-37349-558-4 |
| EXTRA : Au Japon, l'édition limitée de ce volume comporte 4 calendriers trimestriel.                                                      |                                  |                                                                           |                  |                   |
| 14 | 12 août 2020                     | 978-4-09-850210-3                                                         | 8 décembre 2021  | 978-2-37349-559-1 |
| 15 | 12 février 2021,                 | 978-4-09-850449-7 (édition régulière) 978-4-09-943082-5 (édition limitée) | 16 février 2022  | 978-2-37349-693-2 |
| EXTRA : Au Japon, l'édition limitée de ce volume comporte un calendrier annuel.                                                           |                                  |                                                                           |                  |                   |
| 16 | 10 septembre 2021                | 978-4-09-850691-0                                                         | 22 juin 2022     | 978-2-37349-7229  |
| 17 | 12 janvier 2022                  | 978-4-09-850848-8                                                         | 19 octobre 2022  | 978-2-37349-791-5 |
| 18 | 8 juin 2022,                     | 978-4-09-851171-6 (édition régulière) 978-4-09-943113-6 (édition limitée) | 5 avril 2023     | 978-2-37349-920-9 |
| 19 | 10 mars 2023,                    | 978-4-09-851763-3 (édition régulière) 978-4-09-943127-3 (édition limitée) | 23 août 2023     | 978-2-38496-043-9 |
| 20 | 12 janvier 2024,                 | 978-4-09-853097-7 (édition régulière) 978-4-09-943148-8 (édition limitée) |                  |                   |

##### Ashita wa doyōbi
| no | Japonais                                        | Japonais         | Japonais          |
| no | Titre                                           | Date de sortie   | ISBN              |
| -- | ----------------------------------------------- | ---------------- | ----------------- |
| 1  | Haru・Natsu (春・夏, litt. « Printemps / été ») | 11 décembre 2015 | 978-4-09-126659-0 |
| 2  | Aki・Fuyu (秋・冬, litt. « Automne / hiver »)   | 12 février 2016  | 978-4-09-126660-6 |

##### Karakai jōzu no (moto) Takagi-san
| no | Japonais          | Japonais          |
| no | Date de sortie    | ISBN              |
| -- | ----------------- | ----------------- |
| 1  | 12 décembre 2017  | 978-4-09-128070-1 |
| 2  | 9 février 2018    | 978-4-09-127675-9 |
| 3  | 12 juillet 2018   | 978-4-09-128402-0 |
| 4  | 12 février 2019   | 978-4-09-128875-2 |
| 5  | 12 mars 2019      | 978-4-09-129085-4 |
| 6  | 4 juillet 2019    | 978-4-09-129286-5 |
| 7  | 12 novembre 2019  | 978-4-09-129465-4 |
| 8  | 10 janvier 2020   | 978-4-09-129570-5 |
| 9  | 12 août 2020      | 978-4-09-850212-7 |
| 10 | 12 août 2020      | 978-4-09-850216-5 |
| 11 | 12 février 2021   | 978-4-09-850450-3 |
| 12 | 10 septembre 2021 | 978-4-09-850692-7 |
| 13 | 12 novembre 2021  | 978-4-09-850796-2 |
| 14 | 12 janvier 2022   | 978-4-09-850847-1 |
| 15 | 10 février 2022   | 978-4-09-850849-5 |
| 16 | 8 juin 2022       | 978-4-09-851170-9 |
| 17 | 10 mars 2023      | 978-4-09-851762-6 |
| 18 | 10 mars 2023      | 978-4-09-851765-7 |
| 19 | 12 janvier 2024   | 978-4-09-853098-4 |
| 20 | 12 mars 2024      | 978-4-09-853185-1 |

### Anime
Une adaptation en série télévisée d'animation est annoncée dans le numéro d'août 2017 du magazine Monthly Shōnen Sunday. La série est réalisée par Hiroaki Akagi au studio Shin-Ei Animation avec un scénario écrit par Michiko Yokote et des character designs de Aya Takano. Cette adaptation de la série principale comprend également des passages du manga spin-off Ashita wa doyōbi. Composée de douze épisodes, la série est diffusée pour la première fois entre le 8 janvier et le 26 mars 2018 au Japon sur Tokyo MX et un peu plus tard sur ytv et BS11. Crunchyroll diffuse la série en simulcast dans les pays francophones.
Une vidéo d'animation originale est publiée avec l'édition limitée du 9e volume du manga le 12 juillet 2018,.
Le numéro de janvier 2019 du Monthly Shōnen Sunday, publié le 12 décembre 2018, a indiqué que le prochain numéro comporterait une « grosse annonce » pour la série. La production d'une seconde saison a été ainsi révélée,. Celle-ci est à nouveau réalisée par Hiroaki Akagi au studio Shin-Ei Animation avec Shin'ya Une comme assistant réalisateur ; Kanichi Katou, Aki Itami et Hiroko Fukuda sont les nouveaux scénaristes de la série ; Aya Takano revient en tant que character designer assistée de Takuji Mogi et Natsuko Kondou qui sont également tous les trois directeurs en chef de l'animation avec Takehiro Suwa ; la bande originale est composée par Hiroaki Tsutsumi pour cette saison. Rie Takahashi et Yūki Kaji, les seiyū de Takagi et de Nishikata, reprennent leurs rôles. Elle est diffusée pour la première fois entre le 7 juillet et le 22 septembre 2019 sur Tokyo MX et un peu plus tard sur AT-X, ytv, BS-NTV et J:COM TV,. La série est composée de 12 épisodes répartis dans six coffrets Blu-ray/DVD. Netflix détient les droits exclusifs de diffusion en streaming de cette saison ; à l'étranger, la plateforme la diffuse depuis le 6 décembre 2019.
Les chansons des opening sont réalisées par Yuiko Ōhara (en). Les chansons des ending sont des reprises réinterprétées par la seiyū de Takagi, Rie Takahashi,.
En août 2021, une troisième saison et un film d'animation sont annoncés pour l'année 2022.

#### Liste des épisodes

##### Première saison
| No | Titre français                                                                                          | Titre japonais                               | Titre japonais                                                    | Date de 1re diffusion |
| No | Titre français                                                                                          | Kanji                                        | Rōmaji                                                            | Date de 1re diffusion |
| -- | --- | -------------------------------------------- | ----------------------------------------------------------------- | --------------------- |
| 1  | La Gomme / Les Corvées du matin / Les Grimaces / La Pièce                                               | 消しゴム・日直・変顔・百円                   | Keshigomu・Nitchoku・Hengao・Hyaku-en                             | 8 janvier 2018        |
| 2  | Calligraphie / L'Uniforme d'été / Traduction / La Piscine                                               | 習字・衣替え・英訳・プール                   | Shūji・Koromogae・Eiyaku・Pūru                                    | 15 janvier 2018       |
| 3  | Le Café / Les Canettes / Les Boissons gazeuses / Musculation / Doublage de rue / Le Parapluie           | コーヒー・空き缶・炭酸・筋トレ・アフレコ・傘 | Kōhī・Akikan・Tansan・Suji tore・Afureko・Kasa                    | 22 janvier 2018       |
| 4  | Corvée de nettoyage / La Barre fixe / Le Rhume / La Filature                                            | 掃除当番・逆上がり・風邪・尾行               | Sōji tōban・Gyaku agari・Kaze・Bikō                               | 29 janvier 2018       |
| 5  | Les Révisions / Le Contrôle / L'Annonce des résultats / La Librairie / Jour de pluie                    | テスト勉強・テスト・テスト返却・本屋・雨宿り | Tesuto benkyō・Tesuto・Tesuto henkyaku・Hon'ya・Amayadori         | 5 février 2018        |
| 6  | Rouler à deux / Premier jour des vacances / L'Épreuve de courage / Journal d'observations / La Fontaine | 二人乗り・夏休み初日・肝試し・自由研究・水道 | Futari-nori・Natsuyasumi shonichi・Kimodameshi・Jiyūkenkyū・Suidō | 12 février 2018       |
| 7  | Shopping / Le Maillot de bain / La Mer / Ma chambre                                                     | 買い物・水着・海・部屋                       | Kaimono・Mizugi・Umi・Heya                                        | 19 février 2018       |
| 8  | Le Typhon / La Course à pied / Les Chatouilles / Regrets                                                | 台風・マラソン・わき腹・未練                 | Taifū・Marason・Wakibara・Miren                                   | 26 février 2018       |
| 9  | Les Portables / Histoires d'horreur / La Photo                                                          | ケータイ・ホラー・写真                       | Kētai・Horā・Shashin                                              | 5 mars 2018           |
| 10 | Qui est le plus grand ? / La Frileuse / Les Invitations / Choix à deux options                          | 背比べ・寒がり・お誘い・二択クイズ           | Sekurabe・Samugari・Osasoi・Ni-taku kuizu                         | 12 mars 2018          |
| 11 | Les Chats / Les Goûts et les couleurs / Portrait / Prédictions / Coup critique !                        | ネコ・好み・似顔絵・占い・クリティカル       | Neko・Konomi・Nigaoe・Uranai・Kuritikaru                          | 19 mars 2018          |
| 12 | La Lettre / La Cérémonie de rentrée / Changement de places                                              | 手紙・入学式・席替え                         | Tegami・Nyūgakushiki・Sekigae                                     | 26 mars 2018          |
| 13 | Le Toboggan aquatique                                                                                   | ウォータースライダー                         | Wōtāsuraidā                                                       | 10 juillet 2018       |

##### Seconde saison
| No | Titre français                                                             | Titre japonais                                     | Titre japonais                                   | Date de 1re diffusion |
| No | Titre français                                                             | Kanji                                              | Rōmaji                                           | Date de 1re diffusion |
| -- | -------------------------------------------------------------------------- | -------------------------------------------------- | ------------------------------------------------ | --------------------- |
| 1  | Le Livre d'anglais / Séance d'hypnose / Dure réveil / Ricochet             | 教科書・催眠術・寝起き・水切り                     | Kyōkasho・Saiminjutsu・Neoki・Mizukiri           | 7 juillet 2019        |
| 2  | La Glace / Apparence / La Frange / C'est la Saint-Valentin !               | 氷・外見・前髪・バレンタインデー                   | Kōri・Gaiken・Maegami・Barentain Dē              | 14 juillet 2019       |
| 3  | Poisson d'avril / Cerisier en fleur / Familiarité / Entrée en 2e année     | エイプリルフール・お花見・呼び方・進級             | Eipurirufūru・O-hanami・Yobikata・Shinkyū        | 21 juillet 2019       |
| 4  | Bras de fer / Mature / Amertume / Le Vélo                                  | 腕ずもう・大人っぽく・にがみ・自転車               | Udezumō・Otonappoku・Nigami・Jitensha            | 28 juillet 2019       |
| 5  | Question / Sourcil / Après les cours / Joyeux anniversaire / Éternuement   | 質問・まゆ毛・放課後・ハッピーバースデー・くしゃみ | Shitsumon・Mayuge・Hōkago・Happī Bāsudē・Kushami | 4 août 2019           |
| 6  | Revanche / La Balle au prisonnier / À consommer sur place / Le Rencard     | リベンジ・ドッジボール・買い食い・デート           | Ribenji・Dojjibōru・Kai gui・Dēto                | 11 août 2019          |
| 7  | La Classe verte                                                            | 林間学校                                           | Rinkan gakkō                                     | 18 août 2019          |
| 8  | Le Local du gymnase / L'Infirmerie / La Loterie                            | 体育倉庫・保健室・宝くじ                           | Taiiku sōko・Hoken-shitsu・Takarakuji            | 25 août 2019          |
| 9  | Regarde là-bas si j'y suis / Un talent rien qu'à soi / Un souci / Messages | あっちむいてほい・特技・お悩み・メール             | Atchi muite hoi・Tokugi・Onayami・Mēru           | 1er septembre 2019    |
| 10 | Les Gouttes / Le Scoop / Cache-cache / Chasse au trésor                    | 目薬・スクープ・かくれんぼ・宝探し                 | Megusuri・Sukūpu・Kakurenbo・Takarasagashi       | 8 septembre 2019      |
| 11 | Le Nombre de pas / Feu d'artifice / Souvenir de voyage / L'Invitation      | 歩数・花火・お土産・約束                           | Hosū・Hanabi・Omiyage・Yakusoku                  | 15 septembre 2019     |
| 12 | La Fête de quartier                                                        | 夏祭り                                             | Natsumatsuri                                     | 22 septembre 2019     |

##### Troisième saison
| No | Titre français                                                                                      | Titre japonais                                  | Titre japonais                                                          | Date de 1re diffusion |
| No | Titre français                                                                                      | Kanji                                           | Rōmaji                                                                  | Date de 1re diffusion |
| -- | --------------------------------------------------------------------------------------------------- | ----------------------------------------------- | ----------------------------------------------------------------------- | --------------------- |
| 1  | Le machin pour muscler la main / Bronzage / Nouveau trimestre                                       | 握力のやつ・日焼け・新学期                      | Akuryoku no Yatsu・Hiyake・Shin Gakki                                   | 8 janvier 2022        |
| 2  | Présence / Présence, utile / Inspection des affaires / Délégués de bibliothèque / Coucher de soleil | 気配・続 気配・持ち物検査・図書委員・夕日       | Kehai・Zoku Kehai・Mochimono Kensa・Tosho Iin・Yūhin                    | 15 janvier 2022       |
| 3  | Éventail / Super lancer / Sauver le petit chat / Pluie                                              | うちわ・魔球・ネコ救出・雨                      | Uchiwa・Makyū・Neko Kyūshutsu・Ame                                      | 22 janvier 2022       |
| 4  | Vêtements de saison / Uniforme d'hiver / Panier-repas / OVNI / Nuit                                 | 衣替え・冬服・お弁当・UFO・夜                   | Koromogae・Fuyufuku・Obentō・UFO・Yoru                                  | 29 janvier 2022       |
| 5  | Point faible culinaire / Gyôza / Audition / Pêche                                                   | 苦手なもの・ギョーザ・役決め・釣り              | Niagte na Mono・Gyōza・Yaku Gime・Tsuri                                 | 5 février 2022        |
| 6  | Festival culturel                                                                                   | 文化祭                                          | Bunkasai                                                                | 12 février 2022       |
| 7  | Promenade / L'oubli / Le père Noël ? / Tricot                                                       | 散歩・忘れもの・サンタさん？・編み物            | Sanpo・Wasuremono・Santa-chan ?・Amimono                                | 19 février 2022       |
| 8  | Détour (1) / Détour (2) / Détour (3) / Détour (4) / Location DVD                                    | 寄り道①・寄り道②・寄り道③・寄り道④・レンタルDVD | Yorimichi Ichi・Yorimichi Ni・Yorimichi San・Yorimichi Yon・Rentaru DVD | 26 février 2022       |
| 9  | Noël                                                                                                | クリスマス                                      | Kurisumasu                                                              | 5 mars 2022           |
| 10 | Première prière / Bonhomme de neige / Nouvelle année / Conseil                                      | 初詣で・雪だるま・お正月・相談                  | Hatsumōde・Yukidaruma・Oshōgatsu・Sōdan                                 | 12 mars 2022          |
| 11 | 14 février                                                                                          | 2月14日                                         | Ni-gatsu Jūyokka                                                        | 19 mars 2022          |
| 12 | 14 mars                                                                                             | 3月14日                                         | San-gastu Jūyokka                                                       | 26 mars 2022          |

#### Musiques
| Saison   | Début    | Début                                                   | Début            | Fin,     | Fin,                                            | Fin,               | Fin,                   |
| Saison   | Épisodes | Titre                                                   | Artiste          | Épisodes | Titre                                           | Artiste original   | Interprète             |
| -------- | -------- | ------------------------------------------------------- | ---------------- | -------- | ----------------------------------------------- | ------------------ | ---------------------- |
| Saison 1 | 1 - 12   | Iwanaikedo ne. (ja) (言わないけどね。)                  | Yuiko Ōhara (en) | 1 - 2    | Kimagure romantic (ja) (気まぐれロマンティック) | Ikimono Gakari     | Takagi (Rie Takahashi) |
| Saison 1 | 1 - 12   | Iwanaikedo ne. (ja) (言わないけどね。)                  | Yuiko Ōhara (en) | 3 - 4    | AM11:00 (ja)                                    | HY (ja)            | Takagi (Rie Takahashi) |
| Saison 1 | 1 - 12   | Iwanaikedo ne. (ja) (言わないけどね。)                  | Yuiko Ōhara (en) | 5 - 6    | Jitensha (ja) (自転車)                          | JUDY AND MARY      | Takagi (Rie Takahashi) |
| Saison 1 | 1 - 12   | Iwanaikedo ne. (ja) (言わないけどね。)                  | Yuiko Ōhara (en) | 7 - 8    | Kaze fukeba koi (ja) (風吹けば恋)               | Chatmonchy         | Takagi (Rie Takahashi) |
| Saison 1 | 1 - 12   | Iwanaikedo ne. (ja) (言わないけどね。)                  | Yuiko Ōhara (en) | 9 - 10   | Chiisanakoinōta (ja) (小さな恋のうた)           | MONGOL800          | Takagi (Rie Takahashi) |
| Saison 1 | 1 - 12   | Iwanaikedo ne. (ja) (言わないけどね。)                  | Yuiko Ōhara (en) | 11       | Aiuta (ja) (愛唄)                               | GReeeeN            | Takagi (Rie Takahashi) |
| Saison 1 | 1 - 12   | Iwanaikedo ne. (ja) (言わないけどね。)                  | Yuiko Ōhara (en) | 12       | Deatta Koro no Yō ni (出逢った頃のように)       | Every Little Thing | Takagi (Rie Takahashi) |
| Saison 2 | 1 - 12   | Zero Centimeter (ゼロセンチメートル, Zero Senchimētoru) | Yuiko Ōhara (en) | 1        | Kanade (ja) (奏)                                | Sukima Switch      | Takagi (Rie Takahashi) |
| Saison 2 | 1 - 12   | Zero Centimeter (ゼロセンチメートル, Zero Senchimētoru) | Yuiko Ōhara (en) | 2        | Konayuki (ja) (粉雪)                            | Remioromen         | Takagi (Rie Takahashi) |
| Saison 2 | 1 - 12   | Zero Centimeter (ゼロセンチメートル, Zero Senchimētoru) | Yuiko Ōhara (en) | 3 - 4    | Kiseki (ja) (キセキ)                            | GReeeeN            | Takagi (Rie Takahashi) |
| Saison 2 | 1 - 12   | Zero Centimeter (ゼロセンチメートル, Zero Senchimētoru) | Yuiko Ōhara (en) | 5 - 6    | Arigatō (ja) (ありがとう)                       | Ikimono Gakari     | Takagi (Rie Takahashi) |
| Saison 2 | 1 - 12   | Zero Centimeter (ゼロセンチメートル, Zero Senchimētoru) | Yuiko Ōhara (en) | 7        | STARS                                           | Mika Nakashima     | Takagi (Rie Takahashi) |
| Saison 2 | 1 - 12   | Zero Centimeter (ゼロセンチメートル, Zero Senchimētoru) | Yuiko Ōhara (en) | 8 - 9    | Anata ni (ja) (あなたに)                        | MONGOL800          | Takagi (Rie Takahashi) |
| Saison 2 | 1 - 12   | Zero Centimeter (ゼロセンチメートル, Zero Senchimētoru) | Yuiko Ōhara (en) | 10 - 11  | Iwanaikedo ne. (ja) (言わないけどね。)          | Yuiko Ōhara (en)   | Takagi (Rie Takahashi) |
| Saison 2 | 1 - 12   | Zero Centimeter (ゼロセンチメートル, Zero Senchimētoru) | Yuiko Ōhara (en) | 12       | Yasashii kimochi (ja) (やさしい気持ち)          | CHARA              | Takagi (Rie Takahashi) |

### Jeux vidéo
Un mini-jeu, intitulé Karakai Simulation Game (からかいシミュレーションゲーム, Karakai shimyurēshon gēmu), est distribué dans les premières copies du premier volume Blu-ray/DVD de la série d'animation lors de sa sortie le 28 mars 2018. Se présentant sous la forme d'un visual novel, le joueur joue le rôle de Nishikata et doit remplir une jauge pour pouvoir accéder à certaines scènes spéciales.
Une campagne de financement participatif est lancée en septembre 2019 sur Makuake pour produire une adaptation en VR de la série sur la plateforme de l'Oculus Quest qui sera prévue pour décembre 2019. Les joueurs se mettront à la place de Nishikata qui subiront les taquineries de Takagi. Des scènes notables du manga d'origine et de l'anime seront rejouées ainsi que du contenu original qui permettra aux joueurs de rentrer de l'école ou aller à la plage avec Takagi. Cet « anime VR » est officiellement sorti le 22 mai 2020 sur le store de l'Oculus et sur Steam.

## Accueil
Le manga a été nommé au dixième Manga Taishō (Grand prix du manga) en 2017,. La série est classée 46e dans la liste de la 19e édition du Book of the Year du magazine Da Vinci en 2019.
Pour la 66e édition du prix Shōgakukan se déroulant en 2020, la série est lauréat dans la catégorie du « meilleur shōnen » aux côtés de Chainsaw Man de Tatsuki Fujimoto.
En décembre 2016, Karakai jōzu no Takagi-san s'écoule à plus d'un million d'exemplaires,. En février 2018, Shōgakukan a révélé que la série cumule un total de 4 millions d'exemplaires vendus, imprimés et numériques.
En mars 2022 dans le trailer du film "Gekijōban Karakai Jōzu no Takagi-san", il est annoncé que le manga s’est vendu à plus de 11 millions d’exemplaires.

### Œuvres
Édition japonaise
Karakai jōzu no Takagi-san
1. 1 2  (ja) « からかい上手の高木さん　１ », sur Shōgakukan (consulté le 5 février 2018)
2. 1 2  (ja) « からかい上手の高木さん　２ », sur Shōgakukan (consulté le 5 février 2018)
3. 1 2  (ja) « からかい上手の高木さん　３ », sur Shōgakukan (consulté le 5 février 2018)
4. 1 2  (ja) « からかい上手の高木さん　４ », sur Shōgakukan (consulté le 5 février 2018)
5. 1 2  (ja) « からかい上手の高木さん　５ », sur Shōgakukan (consulté le 5 février 2018)
6. 1 2  (ja) « からかい上手の高木さん　６　フィギュア付き特別版 », sur Shōgakukan (consulté le 5 février 2018)
7. 1 2  (ja) « からかい上手の高木さん　６ », sur Shōgakukan (consulté le 5 février 2018)
8. 1 2  (ja) « からかい上手の高木さん　７　高木さんとデートなう。カレンダー付き特別版 », sur Shōgakukan (consulté le 5 février 2018)
9. 1 2  (ja) « からかい上手の高木さん　７ », sur Shōgakukan (consulté le 5 février 2018)
10. 1 2  (ja) « からかい上手の高木さん　８　フィギュア付き特別版 », sur Shōgakukan (consulté le 5 février 2018)
11. 1 2  (ja) « からかい上手の高木さん　８ », sur Shōgakukan (consulté le 5 février 2018)
12. 1 2  (ja) « からかい上手の高木さん　９ », sur Shōgakukan (consulté le 22 août 2018)
13. 1 2  (ja) « からかい上手の高木さん　９　ＯＶＡ付き特別版 », sur Shōgakukan (consulté le 26 mars 2018)
14. 1 2  (ja) « からかい上手の高木さん　１０ », sur Shōgakukan (consulté le 1er mars 2019)
15. 1 2  (ja) « からかい上手の高木さん　１０ 卓上日めくりカレンダー付き特別版 », sur Shōgakukan (consulté le 10 septembre 2021)
16. 1 2  (ja) « からかい上手の高木さん　１１ », sur Shōgakukan (consulté le 1er juin 2019)
17. 1 2  (ja) « からかい上手の高木さん　１１ からかいふせんブック付き特別版 », sur Shōgakukan (consulté le 10 septembre 2021)
18. 1 2  (ja) « からかい上手の高木さん　１２ », sur Shōgakukan (consulté le 21 novembre 2019)
19. 1 2  (ja) « からかい上手の高木さん　１３ », sur Shōgakukan (consulté le 9 avril 2020)
20. 1 2  (ja) « からかい上手の高木さん　１３ からかいクリアファイルカレンダー付き特別版 », sur Shōgakukan (consulté le 10 septembre 2021)
21. 1 2  (ja) « からかい上手の高木さん　１４ », sur Shōgakukan (consulté le 19 août 2020)
22. 1 2  (ja) « からかい上手の高木さん　１５ », sur Shōgakukan (consulté le 21 janvier 2021)
23. 1 2  (ja) « からかい上手の高木さん　１５ からかいカレンダーカード付き特別版 », sur Shōgakukan (consulté le 10 septembre 2021)
24. 1 2  (ja) « からかい上手の高木さん　１６ », sur Shōgakukan (consulté le 10 septembre 2021)
25. 1 2  (ja) « からかい上手の高木さん　１７ », sur Shōgakukan (consulté le 22 janvier 2022)
26. 1 2  (ja) « からかい上手の高木さん　１８ », sur Shōgakukan (consulté le 8 juin 2022)
27. 1 2  (ja) « からかい上手の高木さん　１８　からかいカルタ付き特別版 », sur Shōgakukan (consulté le 8 juin 2022)
28. 1 2  (ja) « からかい上手の高木さん　１９　からかいカルタ付き特別版 », sur Shōgakukan (consulté le 23 mars 2023)
29. 1 2  (ja) « からかい上手の高木さん　１９　からかい万年カレンダー付き特別版 », sur Shōgakukan (consulté le 23 mars 2023)
30. 1 2  (ja) « からかい上手の高木さん　２０　からかいカルタ付き特別版 », sur Shōgakukan (consulté le 26 février 2024)
31. 1 2  (ja) « からかい上手の高木さん　２０　からかい万年カレンダー付き特別版 », sur Shōgakukan (consulté le 26 février 2024)

Ashita wa doyōbi
1. 1 2  (ja) « あしたは土曜日　春・夏 », sur Shōgakukan (consulté le 5 février 2018)
2. 1 2  (ja) « あしたは土曜日　秋・冬 », sur Shōgakukan (consulté le 5 février 2018)

Karakai jōzu no (moto) Takagi-san
1. 1 2  (ja) « からかい上手の（元）高木さん　１ », sur Shōgakukan (consulté le 5 février 2018)
2. 1 2  (ja) « からかい上手の（元）高木さん　２ », sur Shōgakukan (consulté le 5 février 2018)
3. 1 2  (ja) « からかい上手の（元）高木さん　３ », sur Shōgakukan (consulté le 10 janvier 2019)
4. 1 2  (ja) « からかい上手の（元）高木さん　４ », sur Shōgakukan (consulté le 19 août 2019)
5. 1 2  (ja) « からかい上手の（元）高木さん　５ », sur Shōgakukan (consulté le 19 août 2019)
6. 1 2  (ja) « からかい上手の（元）高木さん　６ », sur Shōgakukan (consulté le 19 août 2019)
7. 1 2  (ja) « からかい上手の（元）高木さん　７ », sur Shōgakukan (consulté le 21 novembre 2019)
8. 1 2  (ja) « からかい上手の（元）高木さん　８ », sur Shōgakukan (consulté le 6 décembre 2019)
9. 1 2  (ja) « からかい上手の（元）高木さん　９ », sur Shōgakukan (consulté le 19 août 2020)
10. 1 2  (ja) « からかい上手の（元）高木さん　１０ », sur Shōgakukan (consulté le 19 août 2020)
11. 1 2  (ja) « からかい上手の（元）高木さん　１１ », sur Shōgakukan (consulté le 19 août 2020)
12. 1 2  (ja) « からかい上手の（元）高木さん　１２ », sur Shōgakukan (consulté le 10 septembre 2021)
13. 1 2  (ja) « からかい上手の（元）高木さん　１３ », sur Shōgakukan (consulté le 12 novembre 2021)
14. 1 2  (ja) « からかい上手の（元）高木さん　１４ », sur Shōgakukan (consulté le 28 mai 2022)
15. 1 2  (ja) « からかい上手の（元）高木さん　１５ », sur Shōgakukan (consulté le 28 mai 2022)
16. 1 2  (ja) « からかい上手の（元）高木さん　１６ », sur Shōgakukan (consulté le 28 mai 2022)
17. 1 2  (ja) « からかい上手の（元）高木さん　１７ », sur Shōgakukan (consulté le 23 mars 2023)
18. 1 2  (ja) « からかい上手の（元）高木さん　１８ », sur Shōgakukan (consulté le 23 mars 2023)
19. 1 2  (ja) « からかい上手の（元）高木さん　１９ », sur Shōgakukan (consulté le 26 février 2024)
20. 1 2  (ja) « からかい上手の（元）高木さん　２０ », sur Shōgakukan (consulté le 26 février 2024)

Édition française
Quand Takagi me taquine
1. 1 2  (fr) « Quand Takagi me taquine T01 », sur nobi nobi ! (consulté le 26 juin 2019)
2. 1 2  (fr) « Quand Takagi me taquine T02 », sur nobi nobi ! (consulté le 26 juin 2019)
3. 1 2  (fr) « Quand Takagi me taquine T03 », sur nobi nobi ! (consulté le 21 novembre 2019)
4. 1 2  (fr) « Quand Takagi me taquine T04 », sur nobi nobi ! (consulté le 21 novembre 2019)
5. 1 2  (fr) « Quand Takagi me taquine T05 », sur nobi nobi ! (consulté le 11 janvier 2020)
6. 1 2  (fr) « Quand Takagi me taquine T06 », sur nobi nobi ! (consulté le 19 août 2020)
7. 1 2  (fr) « Quand Takagi me taquine T07 », sur nobi nobi ! (consulté le 10 octobre 2020)
8. 1 2  (fr) « Quand Takagi me taquine T08 », sur nobi nobi ! (consulté le 10 octobre 2020)
9. 1 2  (fr) « Quand Takagi me taquine T09 », sur nobi nobi ! (consulté le 10 octobre 2020)
10. 1 2  (fr) « Quand Takagi me taquine T10 », sur nobi nobi ! (consulté le 21 janvier 2021)
11. 1 2  (fr) « Quand Takagi me taquine T11 », sur nobi nobi ! (consulté le 9 juin 2021)
12. 1 2  (fr) « Quand Takagi me taquine T12 », sur nobi nobi ! (consulté le 9 juin 2021)
13. 1 2  (fr) « Quand Takagi me taquine T13 », sur nobi nobi ! (consulté le 24 août 2021)
14. 1 2  (fr) « Quand Takagi me taquine T14 », sur nobi nobi ! (consulté le 6 janvier 2022)
15. 1 2  (fr) « Quand Takagi me taquine T15 », sur nobi nobi ! (consulté le 6 janvier 2022)
16. 1 2  (fr) « Quand Takagi me taquine T16 », sur nobi nobi ! (consulté le 24 mars 2022)
17. 1 2  (fr) « Quand takagi me taquine - Tome 17 - Librairie Eyrolles », sur Eyrolles (consulté le 9 juillet 2022)
18. 1 2  (fr) « Quand Takagi me taquine T18 », sur nobi nobi ! (consulté le 16 mai 2023)
19. 1 2  (fr) « Quand Takagi me taquine T19 », sur nobi nobi ! (consulté le 13 août 2023)